# Răiculești (okręg Mehedinți)
Răiculești – wieś w Rumunii, w okręgu Mehedinți, w gminie Ponoarele. W 2011 roku liczyła 81 mieszkańców.